# Microtarsus
Microtarsus – rodzaj ptaków z rodziny bilbili (Pycnonotidae).

## Rozmieszczenie geograficzne
Rodzaj obejmuje gatunki występujące w południowej i południowo-wschodniej Azji.

## Morfologia
Długość ciała 14–22 cm; masa ciała 20–43 g.

## Systematyka
Rodzaj zdefiniował w 1839 roku angielski przyrodnik Thomas Campbell Eyton w artykule poświęconym kolekcji ptaków z Malajów, wraz z opisem nowych gatunków opublikowanym w czasopiśmie Proceedings of the Zoological Society of London. Gatunkiem typowym jest (oznaczenie monotypowe) bilbil żałobny (M. melanoleucos).

### Etymologia
- Micropus: gr. μικροπους mikropous, μικροποδος mikropodos ‘o małej stopie’, od μικρος mikros ‘mały’; πους pous, ποδος podos ‘stopa’[14]. Gatunek typowy (późniejsze oznaczenie): Ixos chalcocephalus Temminck, 1828 (= Lanius melanocephalos J.F. Gmelin, 1788)[15].
- Microtarsus (Melotarsus, Microtarses): gr. μικρος mikros ‘mały’; nowołac. tarsus ‘goleń, noga’, od gr. ταρσος tarsos ‘płaska część stopy’[16].
- Microscelis: gr. μικροσκελης mikroskelēs ‘krótkonogi, o krótkiej nodze’, od μικρος mikros ‘krótki’; σκελος skelos ‘noga’[17].
- Brachypodius: gr. βραχυς brakhus ‘krótki’; ποδιον podion ‘mała stopa, stópka’, zdrobnienie od πους pous, ποδος podos ‘stopa’[18]. Gatunek typowy (oryginalne oznaczenie): Lanius melanocephalos J.F. Gmelin, 1788.
- Prosecusa: łac. prosecutor, prosecutoris ‘towarzysz, pomocnik’, od prosequi ‘towarzyszyć’[19]. Gatunek typowy (późniejsze oznaczenie): Lanius melanocephalos J.F. Gmelin, 1788[20].
- Euptilotus: epitet gatunkowy Brachypus eutilotus Jardine & Selby, 1837; gr. ευ eu ‘ładny, dobry’; πτιλωτος ptilōtos ‘pierzasty, wypchany piórami’, od πτιλον ptilon ‘pióro’[21]. Gatunek typowy (późniejsze oznaczenie): Brachypus eutilotus Jardine & Selby, 1837[8].
- Ixocherus: rodzaj Ixos Temminck, 1825 (szczeciak); gr. χηρος khēros ‘wdowiec’ (tj. żałobnie ubrany)[22]. Gatunek typowy (oryginalne oznaczenie): Microtarsus melanoleucos Eyton, 1839.
- Poliolophus (Poliophilus): gr. πολιος polios ‘szary’; λοφος lophos ‘czub’[23]. Gatunek typowy (oznaczenie monotypowe): Brachypus urostictus Salvadori, 1870.

### Podział systematyczny
Do rodzaju należą następujące gatunki:
- Microtarsus melanocephalos (J.F. Gmaelin, 1788) – bilbil czarnogłowy
- Microtarsus fuscoflavescens (Hume, 1873) – bilbil andamański
- Microtarsus priocephalus (Jerdon, 1839) – bilbil szarogłowy
- Microtarsus nieuwenhuisii (Finsch, 1901) – bilbil niebieskooki
- Microtarsus urostictus (Salvadori, 1870) – bilbil żółtooki
- Microtarsus eutilotus (Jardine & Selby, 1837) – bilbil brązowy
- Microtarsus melanoleucos Eyton, 1839 – bilbil żałobny